# Sân bay Changi Singapore
Sân bay Quốc tế Singapore Changi (tiếng Anh: Singapore Changi International Airport, Hán Việt: Chương Nghi / 樟宜) (IATA: SIN, ICAO: WSSS), hay chỉ là Sân bay Changi (Changi Airport) là một trong những trung tâm vận chuyển hàng không quốc tế (cảng trung chuyển hàng không) lớn nhất Đông Nam Á và là cửa ngõ rất quan trọng của châu Á nói chung và Đông Nam Á nói riêng. Trong 5 năm liên tiếp (từ năm 2013 - 2017), sân bay đã được tổ chức Skytrax vinh danh là sân bay tốt nhất thế giới. Sân bay này cũng là một trong những sân bay vận chuyển hàng hóa hàng đầu thế giới - 1.854.610 tấn năm 2005. Sân bay này là trung tâm hoạt động của Singapore Airlines, SilkAir, Tiger Airways, Scoot, và Jetstar Asia Airways và được điều hành bởi Changi Airport Group.

## Các giải thưởng
Sân bay Changi là một trong 3 sân bay 5 sao trên thế giới theo đánh giá và nghiên cứu của Skytrax (2 sân bay kia là Sân bay Incheon ở Seoul - Incheon và Sân bay Hồng Kông), cả ba sân bay này luôn nằm trong top 3 sân bay tốt nhất thế giới theo đánh giá và khảo sát của nhiều tổ chức kinh tế, du lịch, hàng không trên thế giới. Hàng năm vị trí dẫn đầu luôn được xem là sự phân tranh riêng của 3 sân bay này. Năm 2006, sân bay này soán ngôi Sân bay Hồng Kông để đoạt danh hiệu Sân bay tốt nhất thế giới do hành khách bầu chọn thông qua Skytrax. Năm 2007, sân bay này tiếp tục ở vị trí dẫn đầu trong danh sách các sân bay tốt nhất thế giới theo nghiên cứu khảo sát của Skytrax và nhiều cơ quan, tổ chức khác trên thế giới. Ngoài ra, sân bay Changi còn đạt được những giải thưởng khác như danh hiệu Sân bay ngủ đã nhất trong năm 2009 hay danh hiệu Sân bay mua sắm tốt nhất cũng trong năm 2009.

## Hạ tầng và dịch vụ

### Đường băng
Sân bay Changi có 2 đường băng song song 02L/20R và 02C/20C. 02L/20R hoàn thành năm 1981 thuộc giai đoạn 1. Đường 02C/20C (trước đây 02R/20L), xây xong trên phần đất lấn biển thuộc giai đoạn 2, cách đường kia (02L/20R) 1,64 km. Cả hai đường băng đều được trang bị hệ thống hạ cánh có điều khiển (Instrument Landing Systems) hướng dẫn máy bay trong mọi điều kiện thời tiết.

### Các nhà ga hành khách

#### Nhà ga chính
Sân bay Changi có 3 nhà ga (terminal) kết nối bằng hệ thống di chuyển bằng băng chuyền. Một nhà ga thứ 3 (T3) đã được xây dựng và đã hoàn thành vào năm 2007. Công suất của sân bay này (tính đến 2009) là 73 triệu khách/năm. Changi có thế đón máy bay khổng lồ Airbus A380 mà hãng Singapore Airlines đưa vào sử dụng tháng 10/2007. Đến tháng 10/2017, nhà ga T4 đã hoàn thành và là nhà ga hiện đại nhất sân bay. Hiện tại, Chính phủ Singapore đang xây dựng thêm nhà ga T5 cho sân bay Changi.

#### Các tiện ích của nhà ga
Bên cạnh nhiều cửa hàng miễn thuế và các hàng ăn, sân bay Changi còn có sáu khu vườn mở. Khách của sân bay có thể vào thăm các khu vườn này và mỗi vườn có một nhóm thực vật khác nhau: xương rồng, tre, heliconia, hướng dương, dương xỉ, và phong lan. Có nhiều trung tâm thương mại nằm xung quanh sân bay Changi. Khu vực quá cảnh quốc tế của các nhà ga số 1 và số 2 có cung cấp dịch vụ internet và các trò chơi, các khu giải trí, có các phòng cầu nguyện, phòng tắm, các thẩm mỹ viện, phòng tập thể dục thể thao, bể bơi và cả một khách sạn nữa. Có nhiều khu vực để khách ngồi chờ và một vài trong số đó còn có cả khu vui chơi dành cho trẻ em hoặc có ti vi với chương trình thời sự hoặc phim ảnh.

### Mua sắm
Diện tích khu vực mua sắm khoảng trên 100.000 mét vuông (tính đến 2009) dọc theo 3 terminal. Các gian hàng này với mức độ kinh doanh vượt xa các khu mua sắm khác của Singapore, kể cả khu vực đông khách nhất là phố Orchard . Nhà điều hành hàng không dân dụng Singapore thu được khoảng 60% lợi nhuận từ hoạt động này (khoảng 500 triệu USD vào cuối tháng 3 năm 2005), với khoảng 30% từ diện tích cho thuê và chia tỉ lệ buôn bán. Rượu và nước hoa là các mặt hàng chủ yếu chiếm hơn phân nửa doanh số bán lẻ, kế tiếp là đồng hồ và thuốc lá. Việc mở rộng khu vực bán lẻ vào cuối năm 2004 đã làm tăng doanh số lên 13.3% so với sáu tháng đầu năm 2005, và khoảng 67% so với cùng kỳ năm 2003, các chi nhánh của Prada, Gucci, Bulgari và Hermes cũng khai trương trong thời gian này.

### Vận chuyển hàng hóa
Chí nhánh vận chuyển hàng hóa thuộc Nhà điều hành Hàng không Dân dụng Singapore quản lý trung tâm vận chuyển hàng hóa sân bay Changi  Lưu trữ ngày 21 tháng 2 năm 2008 tại Wayback Machine nằm ở phía bắc của sân bay cũ  Lưu trữ ngày 26 tháng 9 năm 2006 tại Wayback Machine. Lượng hàng hóa vận chuyển qua sân bay năm 2005 đạt 1.854.610 tấn, tăng 3.3% so với năm trước, đứng hàng thứ 10 trên thế giới và thứ 5 trong khu vực châu Á. Do các mặt hàng điện tử ở Singapore là rất lớn, và cũng là hàng hóa chủ yếu trong vận chuyển hàng không góp phần làm đa dạng thị trường vận chuyển hàng hóa đường hàng không đang thu hẹp.
Dựa trên sự ứng dụng công nghệ thông tin, chi nhánh vận chuyển hàng hóa hàng không đã ứng dụng các hệ thống như Air Cargo EDI System (ACES), hệ thống thanh toán nâng cao đối với các hàng hóa chuyển phát nhanh (ACCESS) và thanh toán điện tử và lập danh sách đơn hàng (EPIC) để loại bỏ những khách hàng đã thanh toán xong. đây là hệ thống đầu tiên (TradeNet System) cho phép khách hàng thực hiện các thủ tục (tờ khai hải quan) qua internet và rút ngắn thời gian xử lý hồ sơ hải quan. TradeNet cũng sẽ được liên kết với nền công nghệ thông tin Integrated Trade và Logistic trên toàn quốc .

### Dịch vụ các hãng hàng không

#### Dịch vụ mặt đất

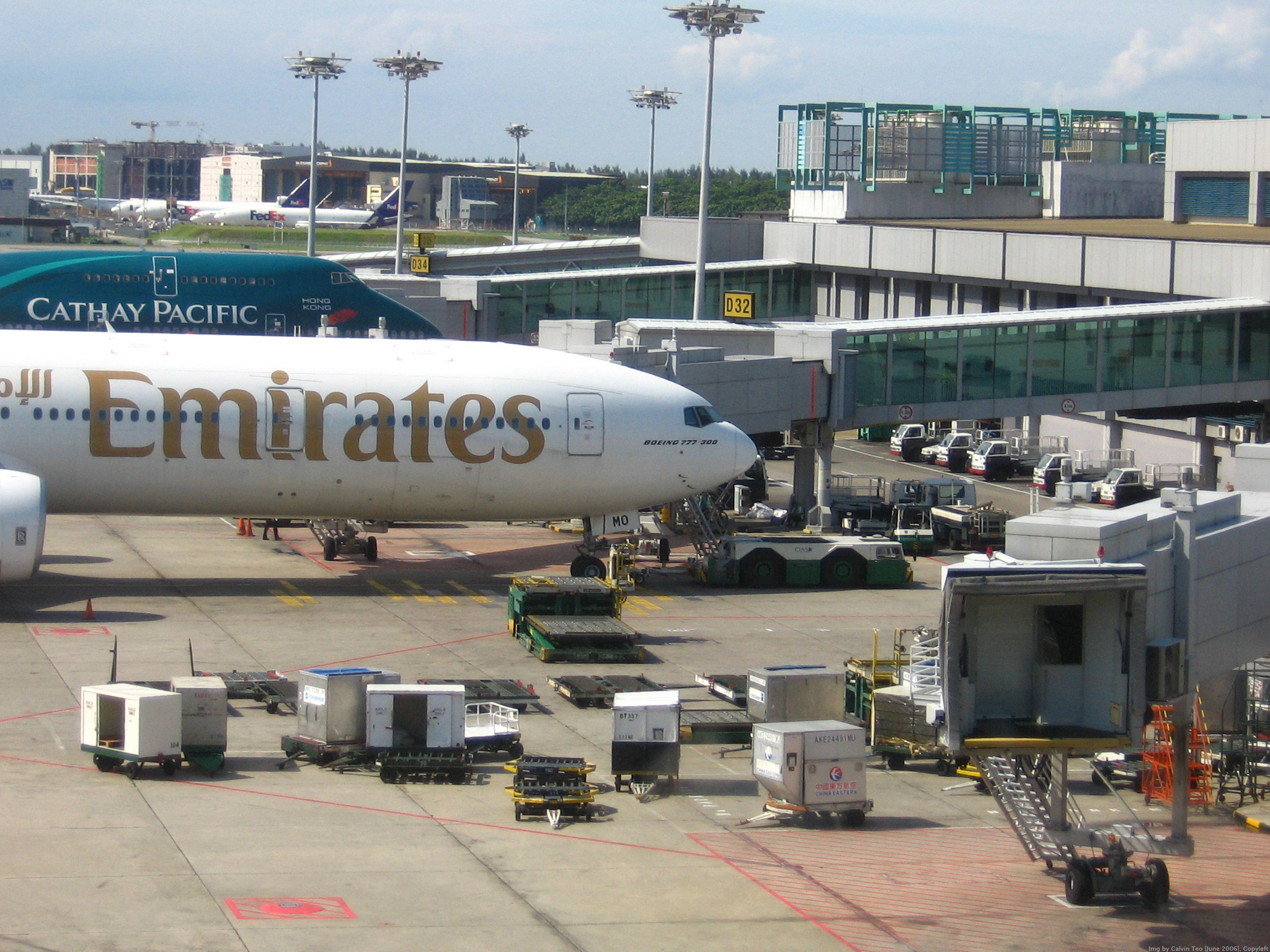
Phục vụ mặt đất Emirates Boeing 777-300 bởi CIAS tại Terminal 1

Các dịch vụ mặt đất đang được cung cấp bởi ba công ty là: Singapore Airport Terminal Services (SATS), Changi International Airport Services (CIAS) và Swissport. SATS, công ty con của Singapore Airlines, là nhà cung cấp chính chiếm tới gần 80% thị phần tại sân bay. CIAS được thành lặp năm 1981 bởi Cảng vụ Singapore và 5 hãng hàng không khác: Air France, China Airlines, Garuda Indonesia, KLM Royal Dutch Airlines và Lufthansa Airlines, chia nhau thị trường này.
Vào đầu những năm 2000, chính quyền Singapore quyết định mở cuộc chạy đua vào thị trường này bằng cách cấp các giấy phép gia hạn. Swissport thuộc Swissair đã giành được giấy phép (có giá trị 10 năm) và mở cửa hoạt động vào tháng 3 năm 2005. Adam Air chọn Swissport là hãng phục vụ mặt đất trong năm 2005, và Tiger Airways cũng tham gia trong năm 2006. Các khách hàng khác của Swissport như Australian Airlines, Swiss World Cargo, Thai AirAsia và Cardig Air.
CIAS đã cải tổ lại khi nó chia quyền quản lý bởi tập đoàn Dnata Dubai và Temasek Holdings, và ra mắt vào tháng 6 năm 2005 với diện mạo mới. Các dịch vụ bảo mật của nó được thực hiện bởi Aetos Security Management Private Limited sở hữu bởi Temasek.

#### Bảo dưỡng máy bay
Có tổng cộng 5 khu bảo dưỡng được thực hiện bởi Công ty SIA Engineering và Công ty dịch vụ hàng không ST, với diện tích 20.000 mét vuông bắt đầu vận hành năm 1981  Lưu trữ ngày 22 tháng 4 năm 2007 tại Wayback Machine.

## An ninh

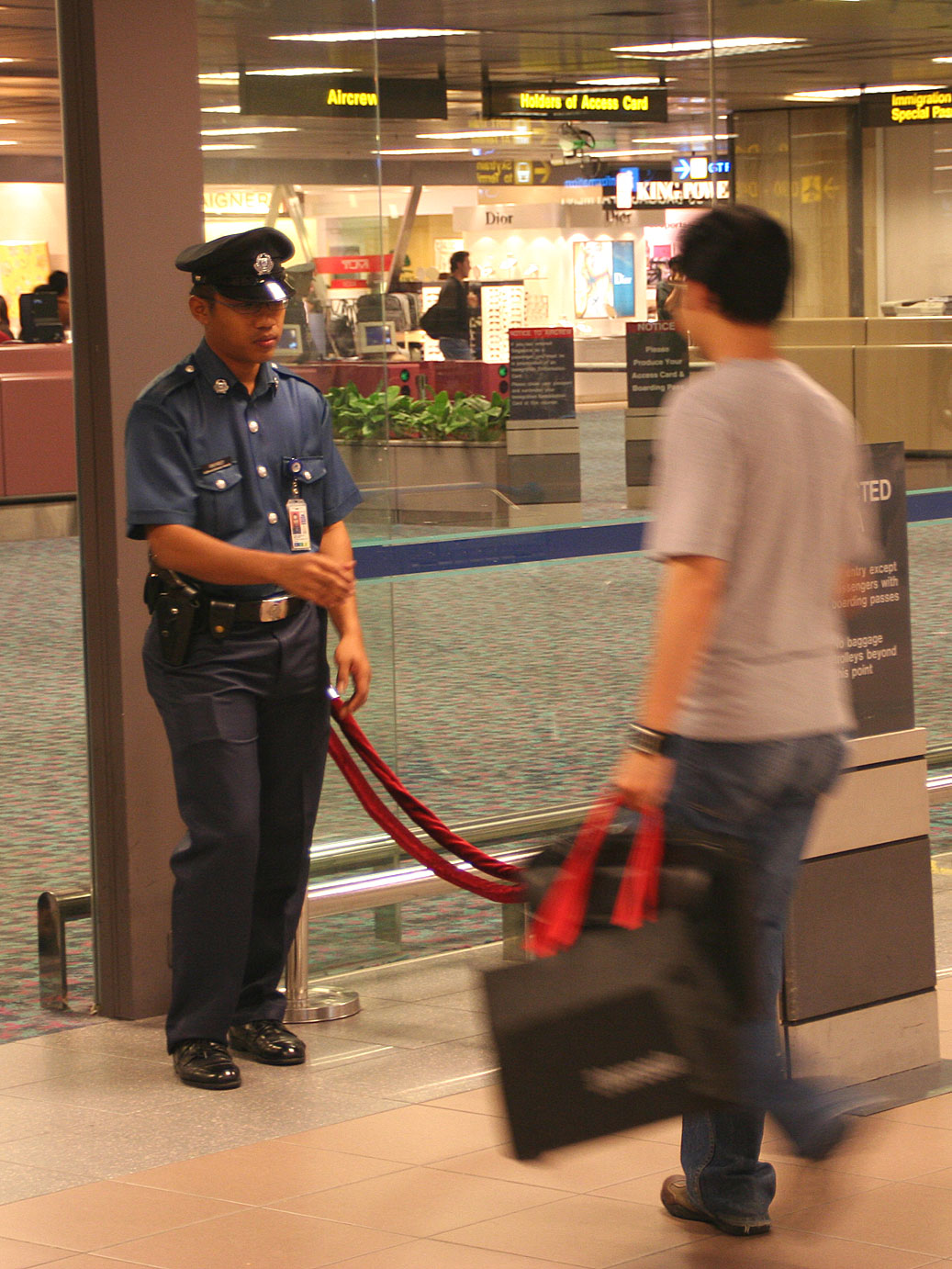
Sĩ quan cảnh sát Aetos kiểm tra hành khách vào sảnh chờ cất cánh tại Terminal 1, sân bay Changi.

An ninh sân bay được quản lý bởi Airport Police Division trực thuộc Lực lượng Cảnh sát Singapore. Kể từ khi vụ không tặc và tên của sân bay là mục tiêu khủng bố của Jemaah Islamiyah, an ninh sân bay được từng bước thiết lập.

## Các hãng hoạt động tại sân bay này

### Hành khách

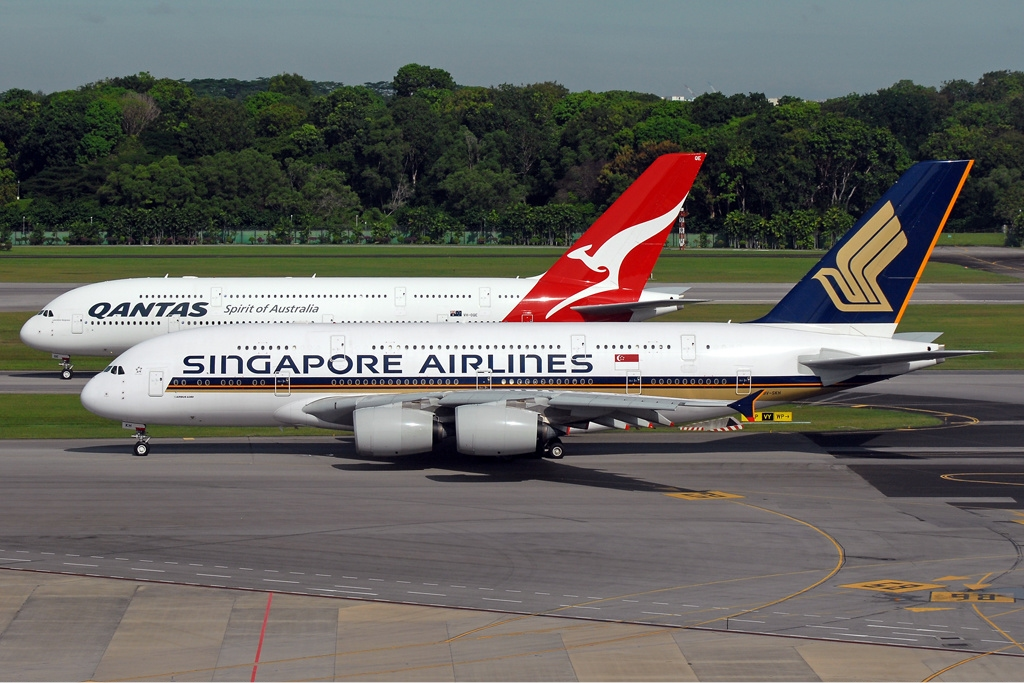
Qantas và Singapore Airlines Airbus A380 tại Changi (2011).

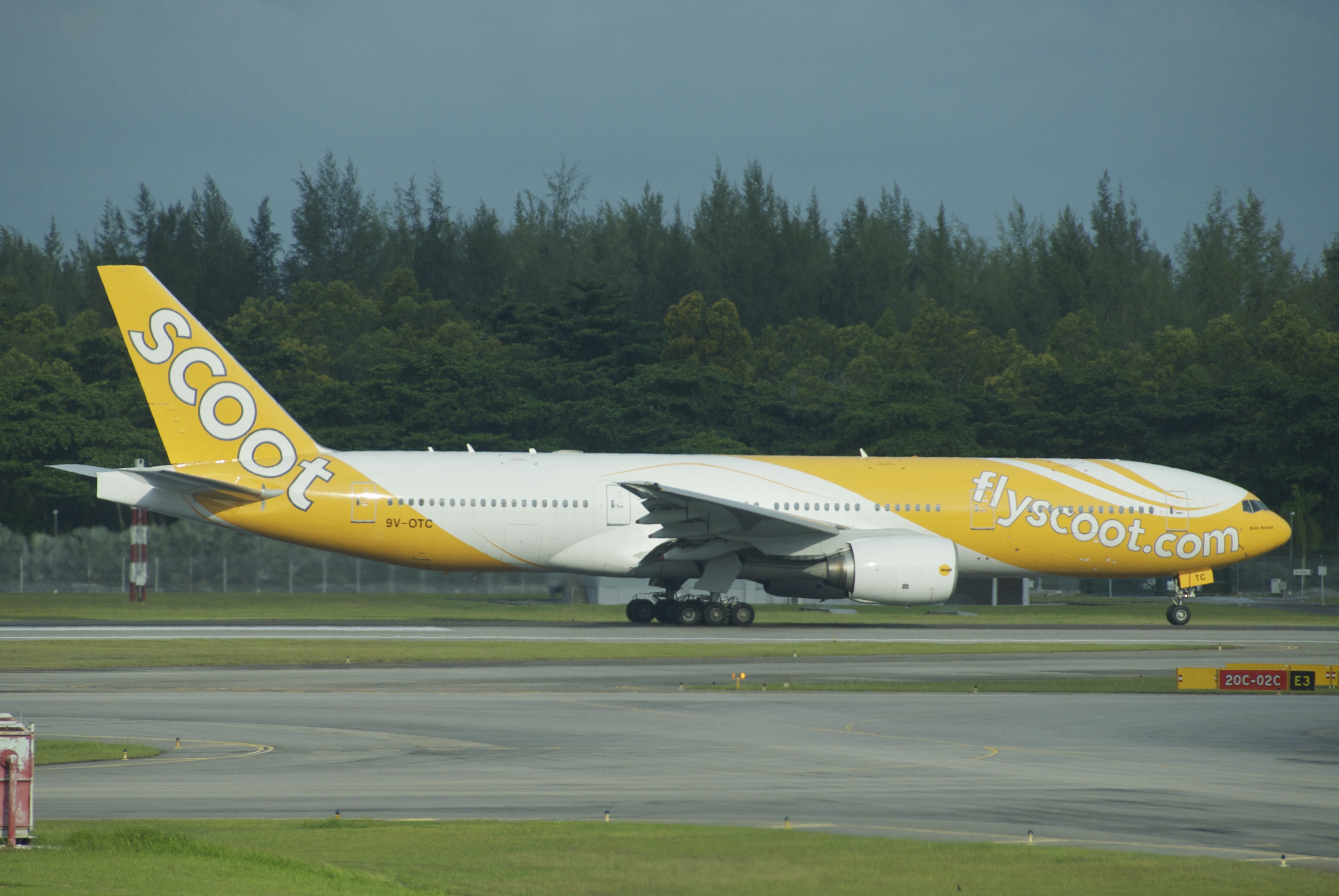
Scoot Boeing 777-212ER

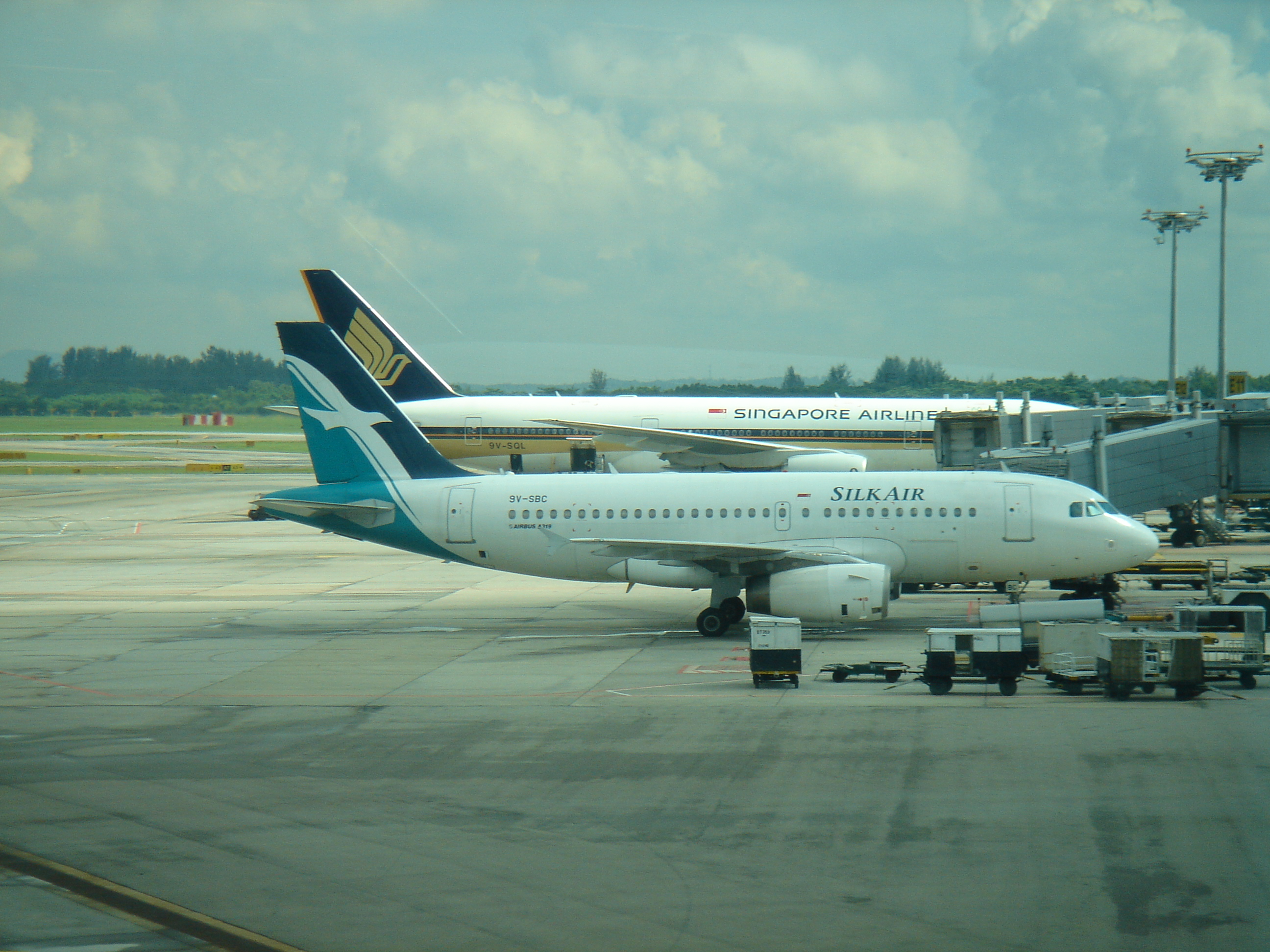
Singapore Airlines & Silkair

| Hãng hàng không                         | Các điểm đến | Nhà ga |
| --------------------------------------- | --- | ------ |
| AirAsia                                 | Kota Kinabalu, Kuala Lumpur-International, Kuching, Langkawi, Miri, Penang | 4      |
| Air China                               | Bắc Kinh-Thủ đô, Thành Đô | 1      |
| Air France                              | Paris-Charles de Gaulle | 1      |
| Air India                               | Chennai, Delhi, Mumbai | 2      |
| Air India Express                       | Chennai, Kolkata, Tiruchirappalli | 2      |
| Air Mauritius                           | Mauritius | 1      |
| Air New Zealand                         | Auckland | 3      |
| Air Niugini                             | Port Moresby | 1      |
| All Nippon Airways                      | Tokyo-Haneda, Tokyo-Narita | 2      |
| Asiana Airlines                         | Seoul-Incheon | 3      |
| Bangkok Airways                         | Koh Samui | 1      |
| Batik Air                               | Jakarta–Soekarno–Hatta | 1      |
| Biman Bangladesh Airlines               | Dhaka | 1      |
| British Airways                         | London-Heathrow, Sydney | 1      |
| Cathay Pacific                          | Bangkok-Suvarnabhumi, Hong Kong | 4      |
| Cebu Pacific                            | Cebu, Clark, Davao, Iloilo, Manila | 4      |
| China Airlines                          | Kaohsiung, Surabaya, Đài Bắc-Đào Viên | 1      |
| China Eastern Airlines                  | Côn Minh, Lan Châu, Thượng Hải-Phố Đông, Vô Tích | 4      |
| China Southern Airlines                 | Quảng Châu | 1      |
| Delta Air Lines                         | Tokyo-Narita | 1      |
| Druk Air                                | Kolkata, Paro | 1      |
| Emirates                                | Brisbane, Colombo-Bandaranaike, Dubai-International, Melbourne | 1      |
| Etihad Airways                          | Abu Dhabi, Brisbane (kết thúc từ ngày 31 tháng 5 năm 2015) | 4      |
| EVA Air                                 | Đài Bắc-Đào Viên | 1      |
| Finnair                                 | Helsinki | 1      |
| Firefly                                 | Ipoh, Kuala Lumpur-Subang, Kuantan | 2      |
| Garuda Indonesia                        | Denpasar, Jakarta-Soekarno Hatta, Surabaya | 3      |
| Hainan Airlines                         | Hải Khẩu | 2      |
| IndiGo                                  | Chennai | 2      |
| Indonesia AirAsia                       | Bandung, Denpasar, Jakarta-Soekarno Hatta, Semarang (temporarily suspended), Solo, Surabaya (temporarily suspended), Yogyakarta | 1      |
| Japan Airlines                          | Tokyo-Haneda, Tokyo-Narita | 1      |
| Jet Airways                             | Chennai, Delhi, Mumbai | 3      |
| Jetstar Airways                         | Denpasar, Melbourne, Perth | 1      |
| Jetstar Asia Airways                    | Bangkok-Suvarnabhumi, Darwin, Denpasar, Fukuoka, Hải Khẩu, Hàng Châu, Thành phố Hồ Chí Minh, Đà Nẵng, Hong Kong, Jakarta-Soekarno Hatta, Kuala Lumpur, Manila, Medan, Osaka-Kansai, Phnom Penh, Phuket, Penang, Perth, Sán Đầu, Xiêm Riệp, Surabaya, Đài Bắc-Đào Viên, Yangon | 1      |
| KLM                                     | Amsterdam, Denpasar | 1      |
| Korean Air                              | Seoul-Incheon | 4      |
| Lao Airlines                            | Vientiane | 2      |
| Lion Air                                | Jakarta-Soekarno Hatta | 3      |
| Lufthansa                               | Frankfurt | 2      |
| Malaysia Airlines                       | Kuala Lumpur, Kuching, Miri | 2      |
| Malindo Air                             | Kuala Lumpur | 3      |
| MIAT Mongolian Airlines                 | UlaanbaatarNote 1 | 3      |
| Myanmar Airways International           | Yangon | 1      |
| Oman Air                                | Kuala Lumpur, Muscat (both begin 29 Tháng 3 năm 2015) | 1      |
| Pacific Airlines                        | Thành phố Hồ Chí Minh | 1      |
| Philippine Airlines                     | Manila | 1      |
| Qantas                                  | Brisbane, Melbourne, Sydney | 1      |
| Qatar Airways                           | Doha | 3      |
| Regent Airways                          | Dhaka | 1      |
| Royal Brunei Airlines                   | Bandar Seri Begawan | 2      |
| Saudia                                  | Jeddah, Riyadh | 3      |
| Scoot                                   | Bangkok-Don Mueang, Gold Coast, Hong Kong]], Melbourne (bắt đầu từ ngày 1 Tháng 11 năm 2015), \|Nam Kinh, Perth, Thanh Đảo, Seoul-Incheon, Thẩm Dương, Sydney, Đài Bắc-Đào Viên, Tianjin, Tokyo-Narita,Bengalore,Bangkok-Suvamabhumi,Cebu,Clark,Chennai,Chiang Mai,Denpasar-Bali,Dhaka,Quảng Châu,Quế Lâm,Hà Nội,Hải Khẩu,Hat Yai,Hong Kong,Thành phố Hồ Chí Minh,Hyderabad,Jakarta-Soekarno Hatta,Kalibo,Kochi,Krabi,Kuala Lumpur,Langkawi,Macau,Malé,Manila,Nam Ninh,Ninh Ba,Penang,Phuket,Thâm Quyến,Surabaya,Tiruchirapalli,Tây An,Yangon             | 2      |
| Shenzhen Airlines                       | Thâm Quyến | 1      |
| SilkAir                                 | Balikpapan, Bandung, Bangalore, Cairns (bắt đầu từ ngày 30 Tháng 5 năm 2015), Cebu, Trường Sa, Thành Đô, Chennai, Chiang Mai, Trùng Khánh, Coimbatore, Đà Nẵng, Darwin, Davao, Denpasar, Hàng Châu, Hà Nội, Hyderabad, Kalibo, Kathmandu, Kochi, Koh Samui, Kolkata, Kota Kinabalu, Kuala Lumpur, Kuching, Côn Minh, Langkawi, Lombok, Makassar, Manado, Mandalay, Medan, Palembang, Pekanbaru, Penang, Phnom Penh, Phuket, Thâm Quyến, Semarang, Xiêm Riệp, Surabaya, Thiruvananthapuram, Visakhapatnam, Vũ Hán, Xiamen, Yangon, Yogyakarta              | 2      |
| SilkAir operated for Air Timor          | Dili | 2      |
| SilkAir operated for Singapore Airlines | Bandar Seri Begawan | 2      |
| Singapore Airlines                      | Ahmedabad, Bandar Seri Begawan, Bangalore, Bangkok-Suvarnabhumi, Cape Town, Chennai, Colombo-Bandaranaike, Denpasar, Delhi, Dhaka, Dubai-International, Hà Nội, Thành phố Hồ Chí Minh, Jakarta-Soekarno Hatta, Jeddah, Johannesburg, Kolkata, Kuala Lumpur, Malé, Manila, Mumbai, Surabaya, Yangon | 2      |
| Singapore Airlines                      | Adelaide, Amsterdam, Auckland, Barcelona, Bắc Kinh-Thủ đô, Brisbane, Christchurch, Copenhagen, Frankfurt, Fukuoka, Quảng Châu, Hong Kong, Houston-Intercontinental, Istanbul-Atatürk, London-Heathrow, Los Angeles, Manchester, Melbourne, Milan-Malpensa, Moscow-Domodedovo, Munich, Nagoya-Centrair, New York-JFK, Osaka-Kansai, Paris-Charles de Gaulle, Perth, Rome-Fiumicino, São Paulo-Guarulhos, San Francisco, Seoul-Incheon, Thượng Hải-Phố Đông, Sydney, Đài Bắc-Đào Viên, Tokyo-Haneda, Tokyo-Narita, Zürich Theo mùa: Athens, Sapporo-Chitose | 3      |
| SriLankan Airlines                      | Colombo-Bandaranaike | 3      |
| Swiss International Air Lines           | Zürich | 2      |
| Thai AirAsia                            | Bangkok-Don Mueang, Krabi, Phuket | 1      |
| Thai Airways                            | Bangkok-Suvarnabhumi | 1      |
| Thai Lion Air                           | Bangkok-Don Mueang (bắt đầu từ ngày 28 Tháng 7 năm 2015) |        |
|                                         | | 2      |
| Tigerair Taiwan                         | Đài Bắc-Đào Viên | 2      |
| Transaero Airlines                      | Theo mùa: Moscow-Domodedovo | 3      |
| Turkish Airlines                        | Istanbul-AtatürkNote 2 | 1      |
| United Airlines                         | Chicago-O'Hare, Hong Kong, Tokyo-Narita, Washington-Dulles | 3      |
| Uzbekistan Airways                      | Kuala Lumpur, Tashkent | 1      |
| VietJet Air                             | Thành phố Hồ Chí Minh | 4      |
| Vietnam Airlines                        | Hà Nội, Thành phố Hồ Chí Minh, Phú Quốc | 3      |
| Xiamen Airlines                         | Phúc Châu, Hàng Châu (bắt đầu từ ngày 29 Tháng 3 năm 2015), Xiamen | 1      |

### Hàng hóa

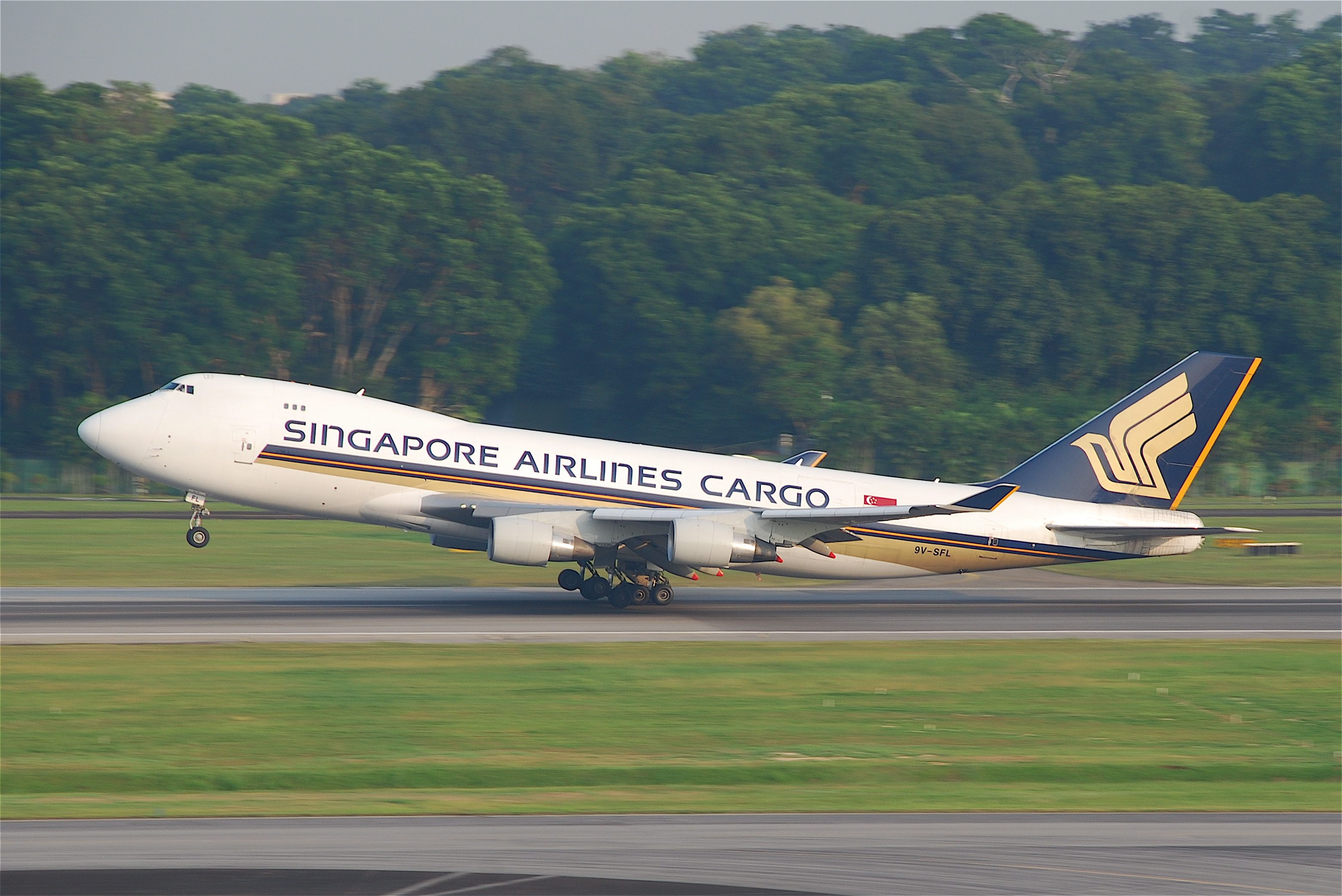
Singapore Airlines Cargo Boeing 747-400F (9V-SFL) cất cánh

Ban hàng hóa hàng không sân bay Changi quản lý Trung tâm hàng hóa hàng không nằm ở phía bắc sân bay. Sân bay thông qua 1,81 triệu tấn hàng năm 2012, là sân bay có lượng hàng lớn thứ 7 thế giới và thứ 5 châu Á. Do ngành điện tử lớn của Singapore, các linh kiện điện chiếm một phần đáng kể trong tổng lưu lượng hàng hóa được vận chuyển tại sân bay, mặc dù nước này đã bắt đầu nỗ lực đa dạng hóa sang thị trường hàng hóa dễ hư hỏng bằng đường hàng không. 
Năm 2013, lượng hàng thông qua là 1.850.233 tấn.
Air Cargo World đã tặng sân bay Changi giải thưởng vận tải hàng tuyệt vời năm 2013 cho các sân bay xếp dỡ hơn 1 triệu tấn hàng ở châu Á.

#### Hàng hóa
| Hãng hàng không                     | Các điểm đến |
| ----------------------------------- | --- |
| Air Hong Kong                       | Hong Kong |
| ANA Cargo                           | Okinawa, Sân bay quốc tế Tokyo-Narita |
| Asiana Cargo                        | Bangkok-Suvarnabhumi, Hà Nội, Penang, Seoul-Incheon |
| Cardig Air                          | Balikpapan, Jakarta-Soekarno Hatta |
| Cargolux                            | Anchorage, Baku, Chicago-O'Hare, Doha, Thành phố Hồ Chí Minh, Hong Kong, Kuala Lumpur, Luxembourg |
| Cathay Pacific Cargo                | Bangkok-Suvarnabhumi, Hà Nội, Hong Kong, Penang |
| China Airlines Cargo                | Bangkok-Suvarnabhumi, Manila, Penang, Đài Bắc-Đào Viên |
| China Cargo Airlines                | Bangkok-Suvarnabhumi, Thành Đô, Thượng Hải-Phố Đông |
| DHL Aviation vận hành bởi AeroLogic | Bangkok-Suvarnabhumi, Delhi, Leipzig/Halle |
| Emirates SkyCargo                   | Dubai-Al Maktoum, Melbourne, Sydney |
| Etihad Cargo                        | Abu Dhabi, Brisbane, Sydney |
| EVA Air Cargo                       | Bangkok-Suvarnabhumi, Penang, Đài Bắc-Đào Viên |
| FedEx Express                       | Anchorage, Quảng Châu, Thành phố Hồ Chí Minh, Jakarta-Soekarno Hatta, Memphis, Osaka-Kansai, Penang, Thượng Hải-Phố Đông, Đài Bắc-Đào Viên, Sân bay quốc tế Tokyo-Narita |
| Hong Kong Airlines                  | Hong Kong |
| Korean Air Cargo                    | Hà Nội, Penang, Seoul-Incheon |
| Martinair                           | Amsterdam, Bangkok-Suvarnabhumi, Dammam, Muscat, Sharjah |
| Nippon Cargo Airlines               | Bangkok-Suvarnabhumi, Osaka-Kansai, Sân bay quốc tế Tokyo-Narita |
| Singapore Airlines Cargo            | Amsterdam, Anchorage, Atlanta, Auckland, Bangalore, Bangkok-Suvarnabhumi, Brussels, Chennai, Chicago-O'Hare, Copenhagen, Dallas/Fort Worth, Hà Nội, Hong Kong, Jakarta-Soekarno Hatta, Johannesburg-OR Tambo, Lagos, London-Heathrow, Los Angeles, Medan, Melbourne, Mumbai, Nairobi-Jomo Kenyatta, Nanjing, Sharjah, Sydney |
| TNT Airways                         | Liège, Thượng Hải-Phố Đông |
| Transmile Air Services              | Kuala Lumpur, Labuan |
| Tri-MG Intra Asia Airlines          | Balikpapan, Jakarta-Soekarno Hatta |
| Turkish Airlines Cargo              | Istanbul-Atatürk, Karachi |
| UPS Airlines                        | Hong Kong, Thâm Quyến, Sydney, Đài Bắc-Đào Viên |